# TextielMuseum (Tilburg)
Het TextielMuseum is gevestigd in de stad Tilburg in de Nederlandse provincie Noord-Brabant. Het TextielMuseum werd in 1958 geopend in een voormalige fabrikantenvilla en is sinds 1985 gehuisvest in de voormalige textielfabriek van de firma C. Mommers & Co., ooit een van de grootste werkgevers in Tilburg. In mei 2008 werd het museum na een grondige verbouwing heropend. In 2017 werd de Museumprijs aan dit museum toegekend.

## TextielLab

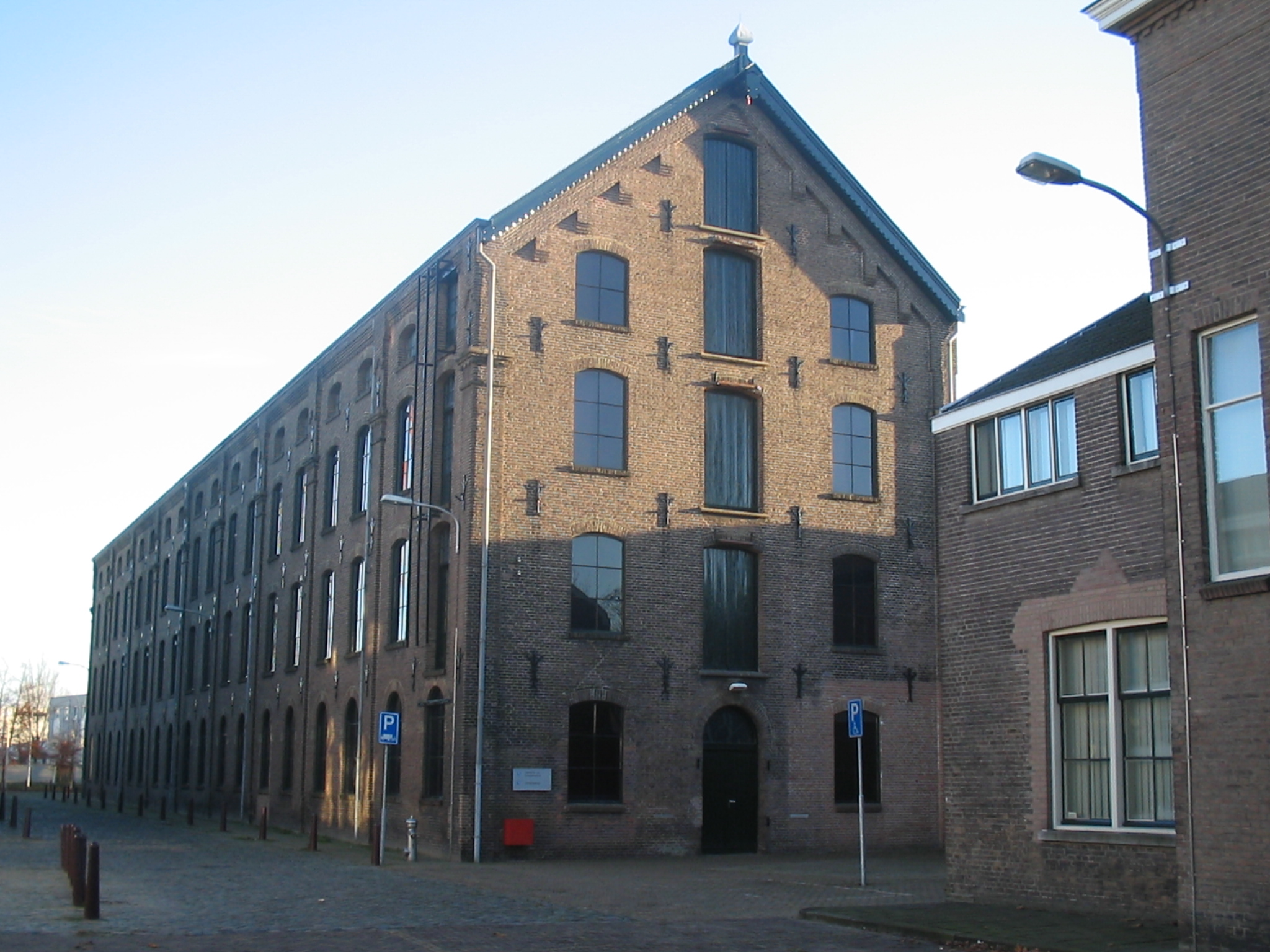
Hal (2005)

Het TextielLab, het kloppende hart van het museum, is gevestigd in een voormalige fabriekshal die omgebouwd is tot werkplaats. Met authentieke en moderne textielmachines worden daar thans moderne ontwerpen door kunstenaars en ontwerpers geproduceerd waarbij het publiek het gehele proces kan volgen. In het TextielLab kijken de bezoekers namelijk mee over de schouders van kunstenaars en ontwerpers die hier de meest vernieuwende kunstwerken, modecollecties of designobjecten maken.

## Textielhistorie
In de DamastWeverij van het museum zijn werkende jacquardweefgetouwen, een wasserij en tentoonstellingen te zien. In de ‘Wollendekenfabriek’ laat het met werkende machines zien hoe er vroeger geproduceerd werd. Hoe de mensen het werken in de textiel ervaren hebben, is te zien in een film. Het museum toont op deze manier zowel het heden als het verleden van de textielfabricage.

## Sieraden
Samen met het Centraal Museum te Utrecht, het CODA te Apeldoorn, het Museum Arnhem, het Rijksmuseum Amsterdam, het Stedelijk Museum Amsterdam en het Design Museum Den Bosch is het TextielMuseum een van de belangrijkste instellingen in Nederland die zich bezighoudt met het verzamelen van werk van sieraadontwerpers. De verzameling bevat anno 2014 een kleine 200 objecten vervaardigd vanaf 1970 van de hand van onder meer Mecky van den Brink, Iris Eichenberg, Willemijn de Greef, Petra Hartman, Maria Hees, Beppe Kessler, Felieke van der Leest, Nel Linssen, Lous Martin, Chequita Nahar, Katja Prins, Uli Rapp, Lucy Sarneel, Truike Verdegaal, Lam de Wolf en Lucy Zom. Delen van de collectie zijn digitaal in te zien via Modemuze en Sieradenmuze.

## Trivia
- In Madurodam is een miniatuur van het TextielMuseum te zien.
- Bij de entree van het museum staat sinds 2009 het beeld Concedo nulli van Margot Homan, dat herinnert aan Miet van Puijenbroek (1914-1999), textielarbeidster, vakbondsbestuurder en politicus. Van Puijenbroek zette zich jarenlang in voor de ontwikkeling en positie van arbeidersvrouwen in de textielindustrie. Als wethouder maakte zij zich hard voor het behoud van de fabriekscomplex waarin het museum is gevestigd.

## Tentoonstellingen (selectie)
- 2014 - Body Jewels
- 2015 - Smart Textiles | Wearable Services
- 2015 - Figuratie | Van Cobra tot Studio Job
- 2015 - Under the Skin
- 2015 - Fiber Futures | Kunst uit Japan
- 2016 - Co-Creatie | In het TextielLab
- 2016 - Switch | Dutch Design on the move 1990-2015
- 2016 - Pop Art Fabrics & Fashion
- 2016 - Rafelranden van Schoonheid
- 2016 - Schitterend | Damast & Glas, van Klassiek tot Art Deco
- 2017 - Ornamentale Patronen | Trijpweefsels van de Amsterdamse School
- 2017 - Oranje Boven! | Koninklijk Textiel - Meesterstukken
- 2017 - Earth Matters
- 2017 - Stories | Dutch Design Damast
- 2017 - 1920s Jazz Age | Fashion & Photographs
- 2018 - Kleur & Abstractie | Generaties in Dialoog
- 2018 - Simply Scandinavian | Nordic Design 1945 - 2018
- 2018 - Cultural Threads
- 2018 - Chris Lebeau | Flora & Fauna
- 2019 - Bloed, Zweet en Garens | Textiel voor de LocHal
- 2019 - Black & White | Symboliek in Kunst & Design
- 2019 - Bauhaus& | Modern Textiel in Nederland
- 2019 - ENCOUNTER#6
- 2019 - The Art of Lace | Haute Couture van Chanel tot Iris van Herpen
- 2020 - Pronkstukken | Tafeldamast van Art Nouveau tot Amsterdamse School
- 2020 - Rode Draden | Oude en nieuwe verhalen in kunst en design
- 2020 - Gedachtespinsels | Dutch Design door Kiki van Eijk
- 2021 - Dieren op Damast | Het gestileerde diermotief in artistiek tafellinnen

## Onderscheidingen
- 2017 - VriendenLoterij Museumprijs